# Piper wallichii
Piper wallichii là một loài thực vật có hoa trong họ Hồ tiêu. Loài này được (Miq.) Hand.-Mazz. miêu tả khoa học đầu tiên năm 1929.